# Distretto di Gercüş
Il distretto di Gercüş (in turco Gercüş ilçesi) è uno dei distretti della provincia di Batman, in Turchia.